# ジョン・ダルリンプル (初代ステア伯爵)

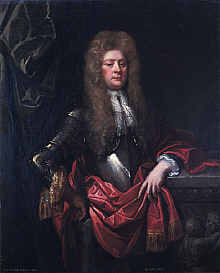
初代ステア伯ジョン・ダルリンプル

初代ステア伯爵ジョン・ダルリンプル（英: John Dalrymple, 1st Earl of stair,PC 1648年 - 1707年1月8日）は、名誉革命期のスコットランド貴族。法曹家を多く輩出したダルリンプル家に生まれ、自身も法務長官や民事控訴院主席書記官を歴任した。スコットランド王国とイングランド王国を合同させた1706年の連合条約（Treaty of Union）で重要な役割を果たす。後年はグレンコーの虐殺の首謀者として策動してその悪名を馳せた。

## 生涯
初代ステア子爵ジェイムズ・ダルリンプルとマーガレット・ロス（Margaret Ross、ジェームズ・ロスの娘）との息子として生まれた。生家ダルリンプル家は貴族に昇るほどの家格を有していなかったものの、父ジェイムズが司法官僚として成功したことを契機として急速に勃興した一族である。その父の叙爵の背景には、イングランド王国とスコットランド王国の合同に向けて政治力のある法曹家を味方につける狙いがあった。よってその叙爵以降は一族からは弁護士や判事が数多く輩出されており、ジョン自身もその道を歩むこととなる。
父から子爵位を継承後は初は第2代ステア子爵としてスコットランド王兼イングランド王ジェームズ2世に仕えるが、1688年のスコットランド議会ではウィリアム3世を王として迎え入れるよう力を尽くす。1689年にウィリアム3世はダルリンプルの奉公に応えるため、ジェームズ・ジョンストンとともにスコットランド長官（Secretary of Scotland）として統治をゆだねた。
当時スコットランドでは、高地地方の豪族（ハイランダー）がマクドナルド氏族・マクリーン氏族・キャメロン氏族などの主要氏族に率いられ、ウィリアム3世の新政権に抵抗していた。ダルリンプルはハイランダーが帰順を拒んだ時に乗じて彼らを殲滅し、スコットランド全土に平和と自由を強制しようと考えていた。
1692年、ダルリンプルは指揮官にロカバー、ロキール、ケポック、グレンガリ、グレンコーの諸地方を全滅する準備をするよう命じ、マクドナルド一門がかねて布告されていた帰順の期限日より4日遅れて誓約を出したことを口実に「かの盗賊一味を絶滅せんがため」という命令書を国王に提出し、許可の署名をえた。続いて「厳秘かつ迅速に行動すべし」と、実行にあたるハミルトン大佐へ命令を下す。そしてグレンコーでマクドナルド一族30名が謀殺され、逃げた者も山中で寒さと飢餓でほとんど消滅したという報告を聞いた時、ダルリンプルは「残念なのは一人残さず殺せなかったことだ」と言った。高地地方は平穏になり、再建事業はエディンバラにおいて進行することになる。
1695年にスコットランド議会は、この虐殺事件の調査を要求し報告が発表された時に「グレンコー虐殺は犯罪である」と投票した。ダルリンプルはスコットランド長官の職を解かれるが、1700年になってスコットランド枢密院（Privy Council of Scotland）のメンバーとして復帰した。1703年にはアン女王によってステア伯爵、ダルリンプル子爵及びニューリストン=グレンルース=ストランラー卿に叙された。その後は親イングランド派としてイングランドとスコットランドの連合に協力して1707年に死去、同名の息子ジョンが爵位を継承した。

## 評価
グレンコーの恐るべき虐殺はジャコバイト的感情を高ぶらせ、政府に対する不信感を助長するのに一役買った。G・K・チェスタートンは作中人物のブラウン神父に、ダルリンプルについてこう語らせている。「この男は忘れられたばっかりに汚名を免れているのです。グレンコーの虐殺をやったのはこの男なのですよ。学識が深く、頭の鋭い法律家で、政治家の道についてきわめて大きな考えをもった政治家でもあり、人柄はおとなしく、顔つきだって洗練されたインテリのそれだった。こういう男こそ悪魔におのれを売り渡すのです。」（「翼ある剣」より）
一方、推理小説作家のジョセフィン・テイは、ダルリンプルが「熱烈な国民盟約派」、つまりイングランドによるスコットランド支配に抵抗する側にいた、と判断している。

## 家族
1668年頃にエリザベス・ダンダス（Elizabeth Dundas、1731年没、サー・ジョン・ダンダスの娘）と結婚して、6男4女をもうけた。
- ジェームズ（1670年2月19日 - 1682年4月）
- ジョン（1673年7月20日 - 1747年5月9日）- 第2代ステア伯爵。
- ジェームズ（1676年 - 没年不詳）- 夭折。
- チャールズ（1677年 - 没年不詳）- 夭折。
- ウィリアム（英語版）(1678年 - 1744年11月30日) - クラックマナンシャー選挙区（英語版）選出庶民院議員[13]。
- ジョージ（1680年3月10日 - 1745年7月29日）- ストランラー選挙区（英語版）選出庶民院議員、財務府裁判所判事（英語版）を歴任[2]。
- エリザベス（1671年 - 没年不詳）- 夭折
- アグネス（1675年 - 没年不詳）- 夭折
- マーガレット（1684年 - 1779年）- 第3代ラウドン伯爵と結婚、子あり。
- エリザベス（1687年 - 没年不詳）- 夭折